# (73966) 1997 XG10
(73966) 1997 XG10 – planetoida z pasa głównego asteroid okrążająca Słońce w ciągu 5,25 lat w średniej odległości 3,02 j.a. Odkryta 6 grudnia 1997 roku.